# Gmina Olsztyn (Powiat Częstochowski)
Die Gmina Olsztyn ist eine Stadt-und-Land-Gemeinde im Powiat Częstochowski der Woiwodschaft Schlesien in Polen. Ihr Sitz ist die gleichnamige Stadt (deutsch Holstin, Hohlstein) mit etwa 2330 Einwohnern (2008).

## Geografie
Die Gemeinde grenzt im Nordwesten an die Kreisstadt Częstochowa. Sie liegt in der Landschaft des Krakau-Tschenstochauer Juras in der historischen Region Kleinpolen.

## Geschichte
In den Jahren 1975 bis 1998 gehörte die Gemeinde zur Woiwodschaft Częstochowa. Zum 1. Januar 2022 erhielt Olsztyn sein Stadtrecht wieder, damit wurde die Gemeinde von einer Landgemeinde zu einer Stadt-und-Land-Gemeinde.

## Gliederung
Zur Stadt-und-Land-Gemeinde (gmina miejsko-wiejska) Olsztyn gehören elf Dörfer mit Schulzenämtern:
Biskupice
Bukowno
Krasawa
Kusięta
Olsztyn
Przymiłowice
Przymiłowice-Kotysów
Przymiłowice-Podgrabie
Skrajnica
Turów
Zrębice
Kleinere Ortschaften sind die Siedlung Bloki Kolejowe sowie die Waldsiedlungen Leśniczówka Dębowiec, Leśniczówka Zrębice, Przymiłowice, Sokole Góry, Suliszowice-Szczypie und Zielona Góra.

## Politik

### Bürgermeister
An der Spitze der Verwaltung steht der Bürgermeister. Seit 2006 ist dies Tomasz Kucharski, der dem Wahlkomitee „Gemeinsam für die Gemeinde Olsztyn“ angehört. Die turnusmäßige Wahl im April 2024 brachte folgendes Ergebnis:
- Tomasz Kucharski (Wahlkomitee „Gemeinsam für die Gemeinde Olsztyn“) 59,8 % der Stimmen
- Krzysztof Stępień (Wahlkomitee „Unsere Gemeinde Olsztyn“) 40,2 % der Stimmen

Damit wurde Amtsinhaber Kucharski erneut bereits im ersten Wahlgang für eine weitere Amtszeit wiedergewählt.
Die turnusmäßige Wahl im Oktober 2018 brachte folgendes Ergebnis:
- Tomasz Kucharski (Wahlkomitee „Gemeinsam für die Gemeinde Olsztyn“) 80,4 % der Stimmen
- Marian Stępień (Polskie Stronnictwo Ludowe) 19,6 % der Stimmen

Damit wurde Amtsinhaber Kucharski bereits im ersten Wahlgang für eine weitere Amtszeit wiedergewählt.

### Stadtrat
Der Stadtrat von Olsztyn besteht aus 15 Mitgliedern, die in Einpersonenwahlkreisen gewählt werden. Die Wahl 2024 führte zu folgendem Ergebnis:
- Wahlkomitee „Gemeinsam für die Gemeinde Olsztyn“ 24,8 % der Stimmen, 2 Sitze
- Wahlkomitee „Unsere Gemeinde Olsztyn“ 19,6 % der Stimmen, 3 Sitze
- Wahlkomitee „Lokale Verwaltungsgemeinschaft“ 19,2 % der Stimmen, 5 Sitze
- Wählervereinigung für die Entwicklung der Gemeinde Olsztyn „Orle Gniazdo“ 15,9 % der Stimmen, 2 Sitze
- Wahlkomitee „Lokaler Verwaltungspakt“ 4,7 % der Stimmen, 1 Sitz
- Wahlkomitee „Zrębice und Krasawa“ 4,3 % der Stimmen, 1 Sitz
- Wahlkomitee „Einwohner von Bukowno“ 1,3 % der Stimmen, 1 Sitz
- Übrige 12,2 %, kein Sitz

Die Wahl 2018 führte zu folgendem Ergebnis:
- Wahlkomitee „Gemeinsam für die Gemeinde Olsztyn“ 58,3 % der Stimmen, 12 Sitze
- Polskie Stronnictwo Ludowe (PSL) 32,3 % der Stimmen, 2 Sitze
- Wahlkomitee „Lokale Verwaltungsgemeinschaft des Powiats Częstochowski“ 2,6 % der Stimmen, 1 Sitz
- Übrige 6,8 %, kein Sitz

## Verkehr
Die Orte Turów und Kusięta Nowe haben Haltepunkte an der Bahnstrecke Kielce–Fosowskie.